# Чурилов Микола Миколайович
Микола Миколайович Чурилов — український соціолог, генеральний директор ООО TNS Ukraine, генеральний директор компанії «СОЦИС», доктор соціологічних наук, лауреат Державної премії України в галузі науки і техніки (2014).

## Життєпис
Народився 8 липня 1947 року в Чернівцях. 
- 1970 Закінчив фізико-математичний факультет Чернівецького університету за спеціальністю «математичний аналіз».
- ?-1970 Заступник секретаря, згодом секретар комітету комсомолу Чернівецького університету.
- 1970–1976 старшим науковим співробітником лабораторії соціологічних досліджень при кафедрі філософії Чернівецького університету.
- 1976 року поступив до аспірантури Інституту філософії НАН України.
- 1980 року у Москві захистив кандидатську дисертацію з соціології.
- 1983–1984 провів низку досліджень в м. Прип’яті на Чорнобильській АЕС
- 1986–1987 років здійснив єдине соціологічне дослідження серед воїнів-ліквідаторів аварії на Чорнобильській АЕС, опитав понад 600 респондентів
- 1988-1991 року керівник українського відділення Всесоюзного центру громадської думки, яким керувала академік Т. Заславська.
- 1991–1994 заступник директора Інституту соціології НАН України з науки.
- 1992 захистив докторську дисертацію
- 1992 створив першу в Україні приватну дослідницьку маркетингову і соціологічну компанію «СОЦИС», що поставила проведення маркетингових і соціологічних досліджень на індустріальну основу.
- 1998 вперше в Україні провів дослідження exit poll (опитування виборців на виході з виборчої дільниці)[1]. В 2004 та 2007 роках вперше у світі[2] провів оперативні та онлайн-дослідження exit poll.

## Критика
Після екзит-полів на виборах Президента України 2004 року несподівано для колег оприлюднив контроверсійний результат про перемогу Януковича, що спричинило критику, і драматичні коментарі про кризу незалежної і чесної соціології в Україні. 
С каждым днем Украина все больше напоминает фантастически перевернутый оруэлловский мир, где на черное говорят белое, а на белое — черное, где ложь выдают за чистую правду, а правду замазывают отвратительной грязью, где самые хорошие идеи доводят до абсурда, а самые демократические процедуры превращают в фарс.
Пригадуєте скандал, що вибухнув під час президентських виборів 2004 року? Тоді Микола Чурилов став співучасником розколювання консорціуму "Національний екзит-пол’2004". 31 жовтня чурилівські цифри стрибали, як зайці в капусті.

## Родина
Дві доньки, Світлана Вінославська, Марина Заброда.

## Публікації
- Опросы населения (метод. опыт) / В. О. Рукавишников, В. И. Паниотто, Н. Н. Чурилов. - М. : Финансы и статистика, 1984. - 207 с. : рис., табл.
- Человек в экстремальной производственной ситуации (опыт социологического исследования ликвидации последствий аварии на Чернобыльской АЭС) / Головаха Е. И., Котов В. Г., Чурилов Н. Н. и др. — Київ, 1990. — 144 с.
- Человек в экстремальной производственной ситуации. Опыт социологического исследования ликвидации последствий аварии на Чернобыльской АЭС [монография] / [Е. И. Головаха и др.]; под ред. Е. И. Головахи / 2-е изд., испр. и доп. / Ин-т социологии Нац. акад. наук Украины, Социол. центр им. Н. В. Паниной. - К. : Спадщина, 2011. - 151 с. : табл. - ISBN 978-966-2685-05-3
- Проектирование и организация крупномасштабного социологического исследования (вопросы методологии и процедуры) / дис... д-ра социол. наук в форме науч. доклада: 22.00.01 / Чурилов Николай Николаевич; Харьковский гос. ун-т. - Х., 1992. - 50 с.
- Типология и проектирование выборочного социологического исследования (история и современность): монография / Ин-т социологии НАН Украины. - К. : Факт, 2008. - 366 с.